# Ramaria botrytis
Vous lisez un « article de qualité » labellisé en 2013.
Clavaire chou-fleur, Ramaire chou-fleur, Clavaire à pointes roses
Espèce
Synonymes
- Clavaria botrytis Pers., 1797 (basionyme)

Ramaria botrytis, la Clavaire chou-fleur, est une espèce de champignons comestibles de la famille des Gomphaceae. C'est l'espèce type du genre Ramaria. La partie aérienne, pouvant mesurer 15 cm de diamètre et 20 cm de hauteur, ressemble à du corail. Son pied massif porte des branches denses, divisées au sommet en plusieurs petits rameaux, d'abord blanchâtres, mais devenant chamois ou bruns en vieillissant, avec des pointes roses à rougeâtres. La chair est épaisse et blanche. Les spores, jaunâtres, montrent des stries longitudinales caractéristiques. De forme elliptique, elles mesurent environ 13,8 sur 4,7 micromètres.
L'espèce a été décrite pour la première fois en 1797 par le mycologue Christiaan Hendrik Persoon sous le nom Clavaria botrytis. Son nom actuel lui a été donné par Adalbert Ricken en 1918.
La Ramaire chou-fleur est cosmopolite, puisqu'elle est présente en Amérique du Nord, en Afrique du Nord, en Europe centrale et orientale, en Australie et en Asie. Elle vit en symbiose mycorhizienne avec des arbres feuillus. Deux variétés montrent une répartition restreinte et une écologie différente.
Il existe plusieurs espèces de champignons coralloïdes similaires. La comparaison de l'habitat ou des caractéristiques comme la couleur ou la forme des ramules est souvent suffisante pour l'identification. Parfois la microscopie est nécessaire pour les distinguer avec certitude.
Ramaria botrytis est une espèce comestible, les jeunes spécimens ont même un léger goût fruité. Certains auteurs mettent en garde les individus sensibles contre des effets laxatifs. Ce champignon contient plusieurs composés chimiques ayant une activité biologique in vitro. Il présente également une activité antimicrobienne contre plusieurs espèces et souches de bactéries pathogènes, résistantes aux médicaments.

## Taxinomie et classification
Christiaan Hendrik Persoon est le premier mycologue ayant donné à cette espèce un nom, Clavaria botrytis. En 1821, Elias Magnus Fries étudie le genre Clavaria et considère Ramaria comme une section du genre Clavaria. En 1883, Gotthold Hahn propose le genre Corallium et parmi les six espèces, Corallium botrytis. Mais Corallium est un nom illégitime,. En 1918, Adalbert Ricken divise les Clavariaceae en isolant les Clavaria aux sporophores simples et cylindriques des autres champignons en forme de corail, parmi lesquels les Ramaria aux branches arrondies, éventuellement élargies et comprimées. Ce faisant, il donne à la Clavaire chou-fleur son nom scientifique actuel. Parmi les synonymes figurent également la variété Clavaria botrytis var. alba définie par Arthur Anselm Pearson, mais aujourd'hui regroupée à l'espèce. Currie Marr et Daniel Stuntz ont décrit la variété Ramaria botrytis var. aurantiiramosa en 1973 dans l'État de Washington ; Edwin Schild et Gabriele Ricci sont les auteurs de la variété Ramaria botrytis var. compactospora en Italie en 1998. La variété Ramaria botrytis var. holorubella proposée par Edred John Henry Corner en 1950 est aujourd'hui de nouveau élevé au rang d'espèce Ramaria holorubella,,.
Ramaria botrytis est l'espèce type du genre Ramaria désignée  en 1933 par Marinus Anton Donk. Des études de phylogénie moléculaire montrent que Ramaria est un assemblage polyphylétique d'espèces ayant un sporophore clavaroïde,. Selon la classification infragénérique proposée par Marr et Stuntz, ce champignon est inclus dans le sous-genre Ramaria, qui comprend toutes les espèces ayant des spores rainurées, des hyphes septées, c'est-à-dire cloisonnées, et des sporophores en forme de chou-fleur. L'analyse phylogénétique montre que l’espèce Ramaria botrytis est étroitement apparentée aux Ramaria rubripermanens et Ramaria rubrievanescens et qu'elles forment ensemble le groupe frère du genre Gautieria.

## Dénomination
Le nom générique ramaria vient du latin rāmus signifiant rameau, branche. L'épithète spécifique botrytis est dérivée du grec ancien βότρυς (botrus), grappe de raisin.
Ses noms vernaculaires sont la Ramaire chou-fleur, la Clavaire chou-fleur et la Clavaire à pointes roses.

## Description

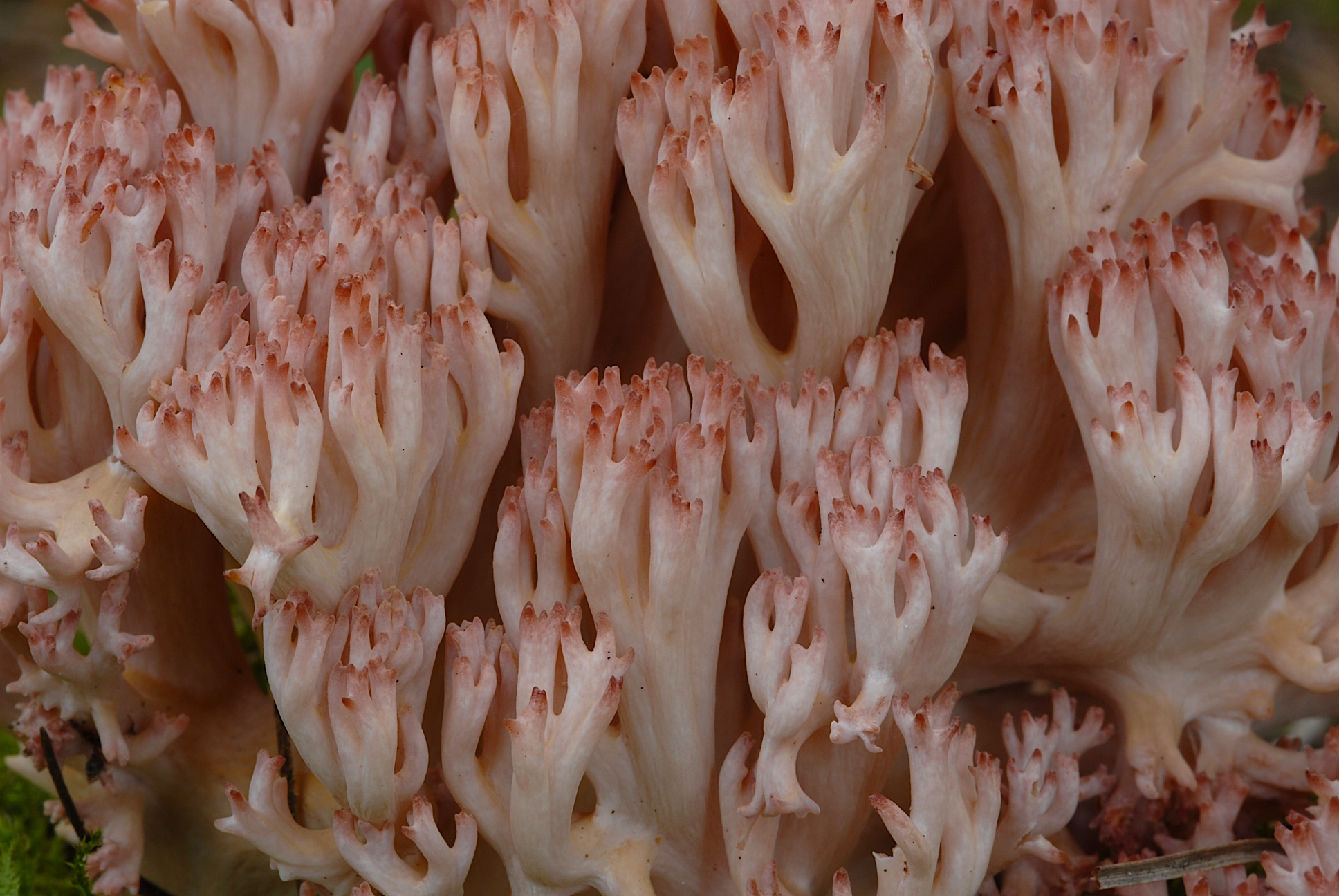
Les ramules sont blanchâtres à chamois avec des ramuscules rougeâtres.

Le sporophore mesure 7 à 15 cm de large et 6 à 20 cm de haut. Il est constitué d'un pied central solide, se divisant en quelques ramules se divisant elles-mêmes densément en ramuscules, le tout ressemblant à un chou-fleur. Le pied est court et épais, entre 1,5 et 6 cm de diamètre et il se rétrécit vers le bas. Initialement blancs, le pied et les ramules passent du jaune pâle au chamois puis au fauve. En vieillissant, ils deviennent presque blancs ou ocre à la suite de la libération des spores. La ramification est irrégulière, avec quelques ramules primaires épaisses de 2 à 3 cm et des terminales minces 2 à 3 mm portant de cinq à sept ramuscules, de couleur rose à rouge vineux. La chair est ferme et blanche et possède une odeur décrite diversement comme légèrement fruitée ou indistincte. Une goutte de réactif de Melzer appliquée sur la chair du pied révèle une coloration amyloïde faible exigeant souvent plus de 30 minutes pour se développer. Cette réaction peut être utilisée pour aider à distinguer Ramaria botrytis d'autres champignons similaires.

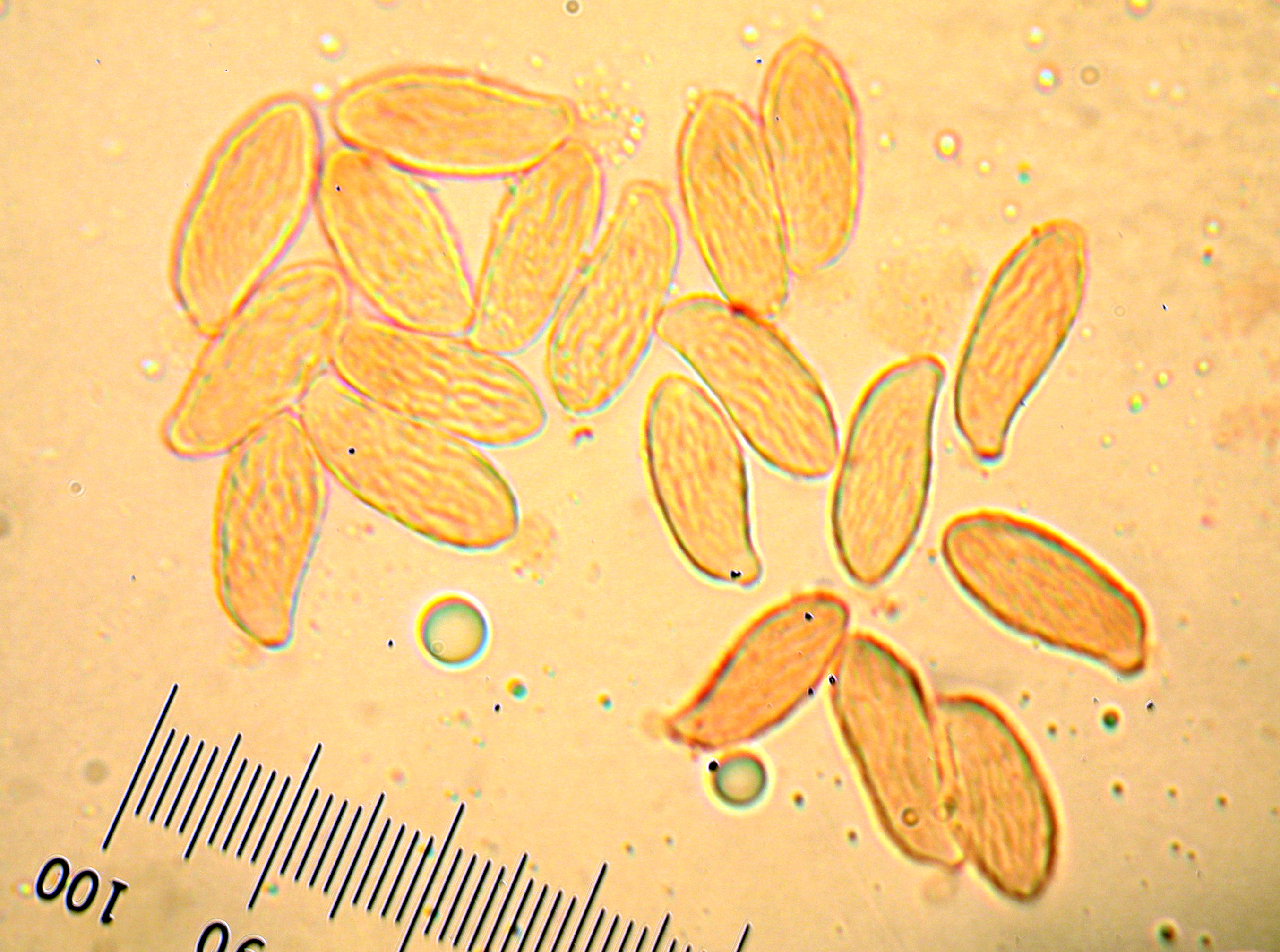
Spores de Ramaria botrytis.

Les spores sont produites par des basides sur la surface extérieure des ramules. La sporée est jaune pâle. Au microscope, les spores montrent des stries longitudinales ou obliques fines qui fusionnent souvent pour former un réseau. Leur forme est sensiblement cylindrique ou courbe comme la lettre « S » et leurs dimensions sont 12 à 16 µm par 4 à 5 µm,. Les basides possèdent quatre spores (parfois deux) et mesurent 59 à 82 µm par 8 à 11 µm. Les stérigmates (pointes au sommet de la baside portant chacune une spore) sont longues de 4 à 8 µm. L'hyménium et le subhyménium (la couche de tissu immédiatement sous l'hyménium) ont ensemble une épaisseur d'environ 80 µm. Les hyphes entrelacées formant le subhyménium, de 2,5 à 4,5 µm de diamètre, possèdent une paroi mince et sont septées, c'est-à-dire cloisonnées.
La variété aurantiiramosa se différencie de la variété principale par la couleur orange des ramuscules. La variété compactospora possède quant à elle des ramuscules d'un rouge plus soutenu et des spores plus petites mesurant 9,2 à 12,8 µm par 4 à 5,4 µm.
Plusieurs espèces ressemblent à Ramaria botrytis. L'excellente Ramaria rubripermanens diffère par ses spores plus petites. Ramaria formosa, souvent notée comme toxique, possède des ramules plus roses et des ramuscules jaunes. Celles de Ramaria caulifloriformis, comestible, découverte dans la région des Grands Lacs (Amérique du Nord), deviennent plus sombres en vieillissant. Ramaria strasseri porte des ramules de couleur jaune à brun. La couleur rose de Ramaria rubrievanescens, excellent champignon, disparaît après la cueillette ou sur les vieux sporophores. Ramaria botrytoides possède des spores lisses. L'espèce européenne Ramaria rielii, souvent confondue avec Ramaria botrytis au point d'être parfois considérée comme synonyme, s'en distingue par ses hyphes non septées et ses spores verruqueuses, plus longues et plus larges. L'espèce nord-américaine comestible Ramaria araiospora, qui pousse sous les Tsugas, possède des ramules rougeâtres à magenta et des ramuscules orange à jaunâtres ; elle est dépourvue d'odeur ; ses spores verruqueuses sont plus ou moins cylindriques et mesurent en moyenne 9,9 × 3,7 µm ; enfin le pied ne présente pas de tissus amyloïdes. De couleur rose brillant à rougeâtre, Ramaria subbotrytis possède des spores mesurant 7 à 9 µm par 3 à 3,5 µm.

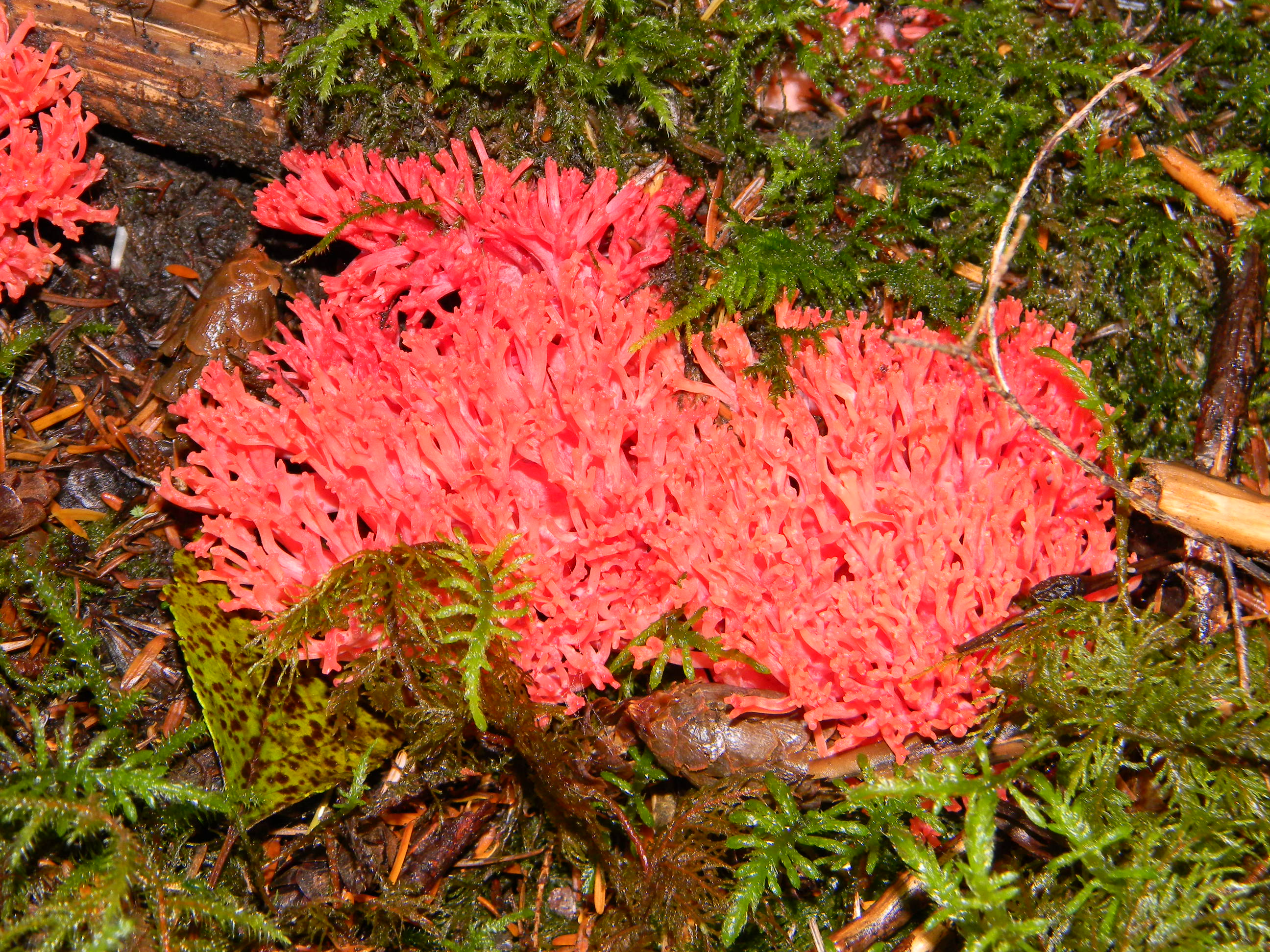
Ramaria araiospora
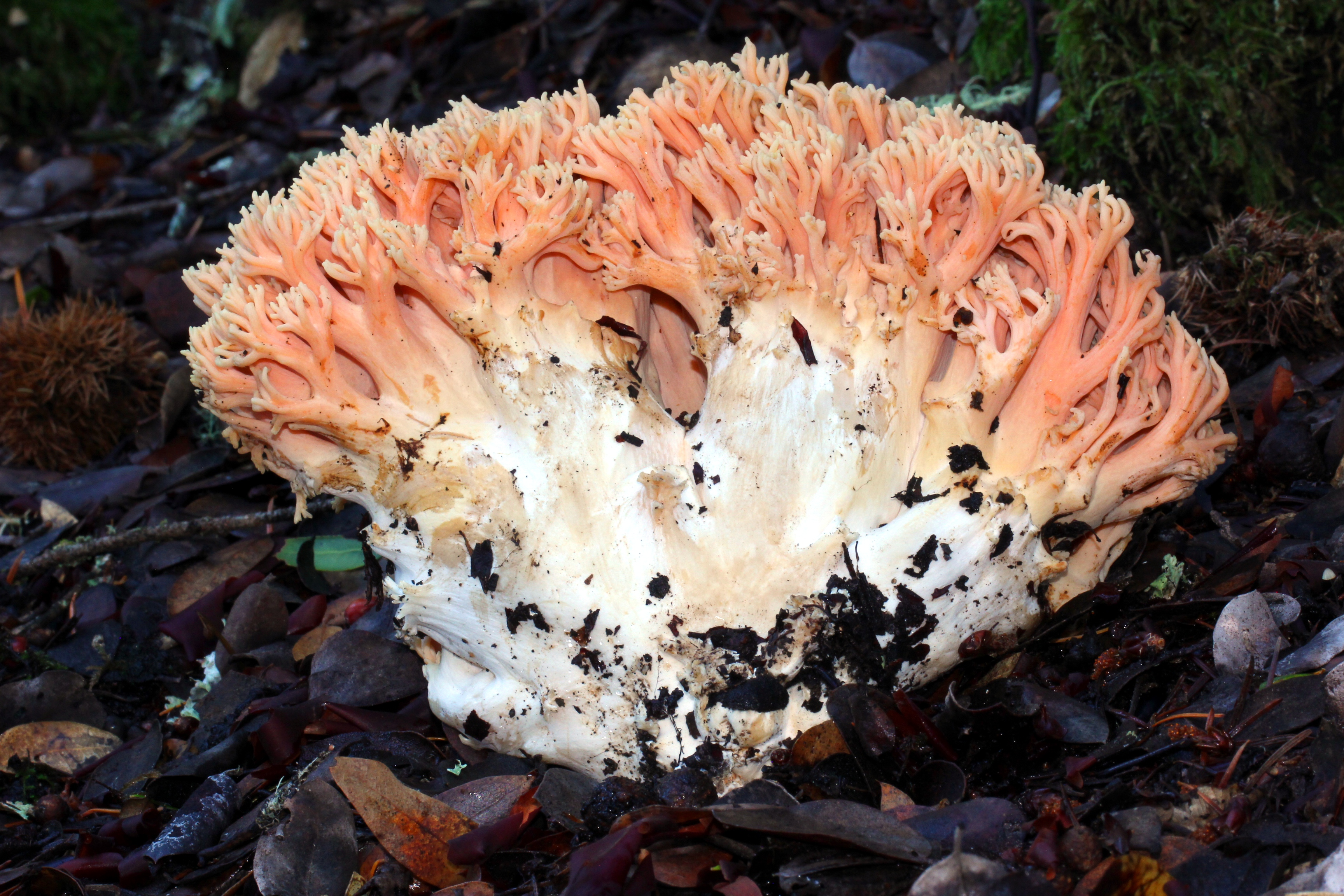
Ramaria formosa
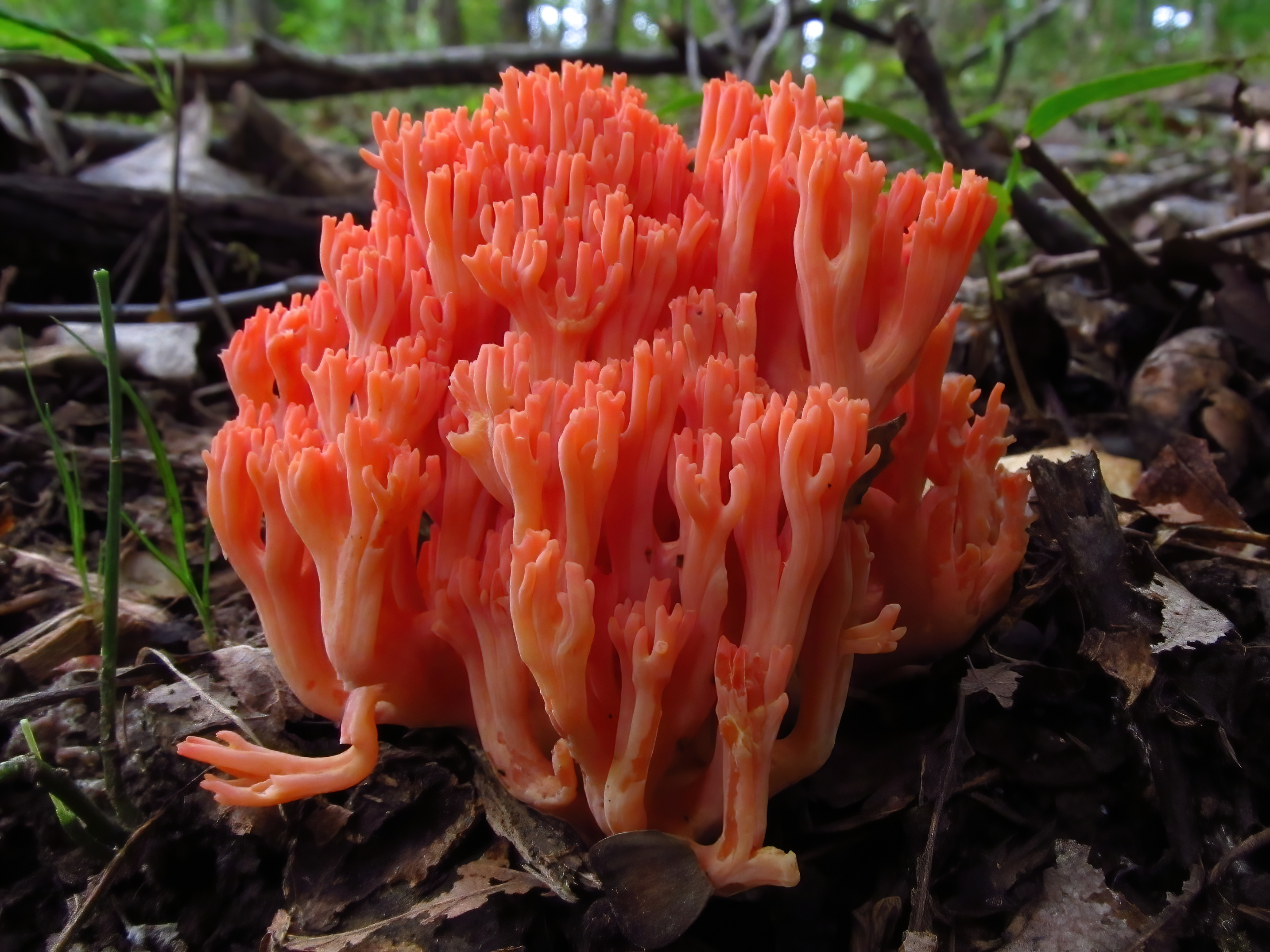
Ramaria subbotrytis

## Habitat, distribution et statut
Ramaria botrytis forme des symbioses ectomycorhiziennes avec des feuillus, particulièrement les hêtres. Il est aussi très compétitif pour coloniser les racines d'Eucalyptus pellita et absorber les macronutriments. Les données indiquant la présence de Ramaria botrytis sous des conifères sont probablement liées à la confusion avec des espèces proches. Ce champignon pousse parmi les feuilles sur le sol, individuellement de manière dispersée, en petits groupes ou en rond de sorcières. Il apparaît au printemps à proximité des bancs de neige résiduels. En Corée, il est répandu dans les sites où pousse également l'excellent Matsutake (Tricholoma matsutake).
La Ramaire chou-fleur est présente en Afrique du Nord, en Australie, en Asie (Inde, Japon, Corée, Pakistan, Russie, Chine, Népal et Turquie), en Europe (Pays-Bas, Belgique, France, Bulgarie, Portugal, Grèce, Italie, Espagne et Suisse) et en Amérique centrale (Guatemala et Mexique). Largement distribuée en Amérique du Nord, elle est plus fréquente dans le Sud-Est et le long de la côte de l'océan Pacifique. La variété aurantiiramosa, dont la distribution est limitée au comté de Lewis (Washington), est associée à Pseudotsuga menziesii et à Tsuga heterophylla. La variété compactospora est connue en Sardaigne, où elle pousse sur les sols sableux des forêts à Arbousier (Arbutus unedo), Bruyère arborescente (Erica arborea) et Chêne vert (Quercus ilex).
Tout en étant commercialisable, la Ramaire chou-fleur est inscrite comme vulnérable sur la liste rouge suisse. En France, elle est également vulnérable en Franche-Comté et en danger critique d'extinction en Lorraine.

## Utilisations
Ramaria botrytis est un champignon comestible considéré par certains comme un aliment de choix,. Son goût, léger ou fruité, a été comparé à de la choucroute, des arachides vertes (arachides récoltées fraîches non déshydratées) ou à des cosses de petits pois. Les fructifications plus âgées développent une saveur acidulée. Elle est vendue sur les marchés au Japon comme ホウキタケ (Hōki-take) et récoltée à l'état sauvage dans de nombreux pays. La base épaisse et les ramules principales nécessitent une cuisson plus longue que les plus fines ramuscules. Dans le Garfagnana, région de l'Italie centrale, le champignon est cuit à l'étouffée ou mariné dans l'huile,. Les sporophores peuvent être conservés après tranchage fin et séchage. Il faut prêter attention à ne pas le confondre avec le toxique Ramaria formosa,. Des effets laxatifs sont possibles. La prudence est recommandée lors de la collecte des champignons près de zones polluées, car l'espèce est connue pour sa bioaccumulation de toxiques comme l'arsenic.
La valeur énergétique de Ramaria botrytis est de 154 kilojoules par 100 grammes de champignon frais, ce qui est comparable aux 120  à   150 kJ des champignons de culture commercialisés. Les protéines, les lipides et les glucides représentent respectivement 39 %, 1,4 % et 50,8 % de la matière sèche. Les lipides se répartissent en acide oléique (43,9 %), acide linoléique (38,3 %) et acide palmitique (9,9 %).

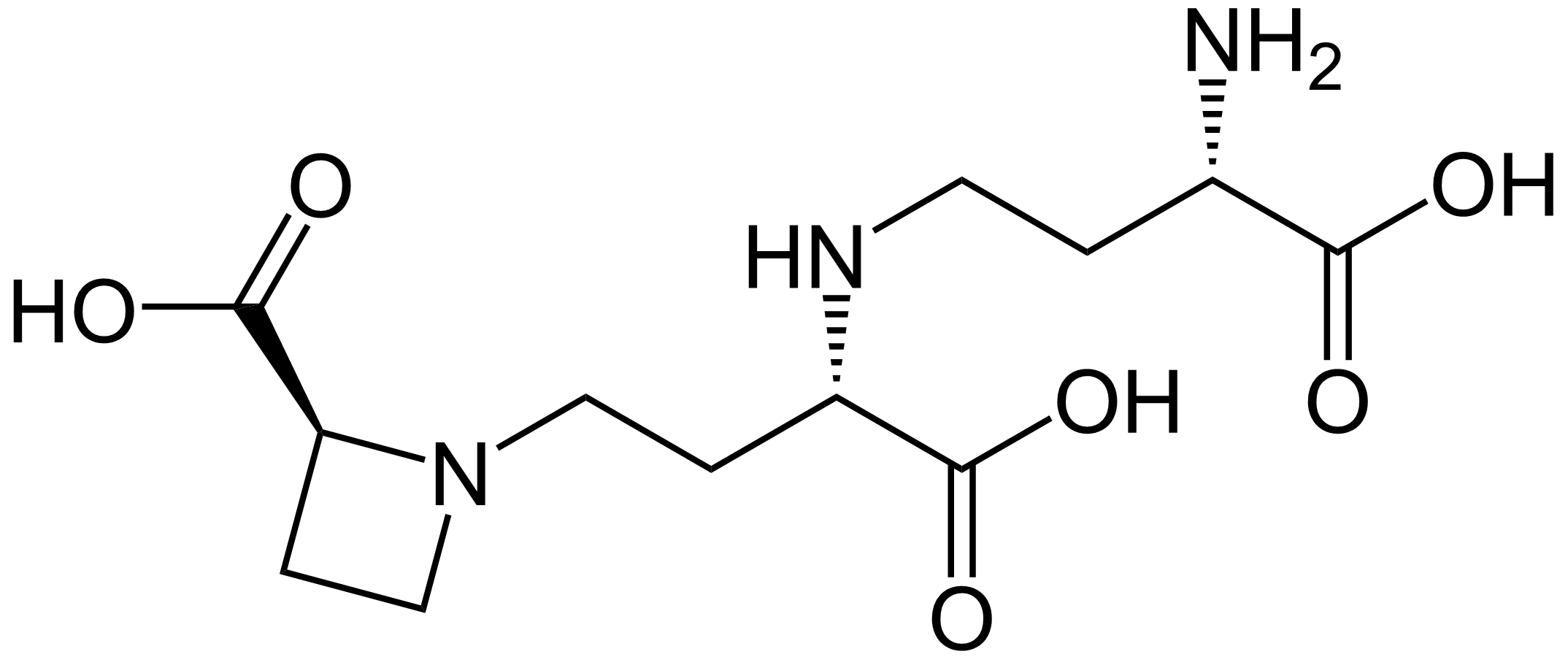
Nicotianamine

Des extraits du sporophore de Ramaria botrytis agissent favorablement sur le maintien de la forme et du développement de cultures in vitro de la lignée cellulaire HeLa, indiquant ainsi une absence d'effet cytotoxique apparent. Ce champignon contient de la nicotianamine, un inhibiteur de l'enzyme de conversion de l'angiotensine (ECA, ou ACE en anglais). Il pourrait donc être utile dans les maladies cardiovasculaires. La nicotianamine est un chélateur, un composé essentiel dans le métabolisme du fer et son utilisation par les plantes. Plusieurs stérols ont été isolés des sporophores. Des études en laboratoire montrent également que le sporophore possède une activité antimicrobienne contre différentes bactéries pathogènes antibiorésistantes,. Parmi seize champignons portugais comestibles, Ramaria botrytis possède la plus forte concentration en acide phénolique ; il possède l'activité la plus antioxydante. Les composés phénoliques qu'il contient permettraient de réduire le risque de maladies chroniques et dégénératives.
Des extraits alcooliques présentent des propriétés hépatoprotectrices.